# Lačník

Schematický diagram gastrointektinálního traktu; lačník a kyčelník znázorněn růžově

Lačník (latinsky jejunum) je střední a nejdelší úsek tenkého střeva u většiny vyšších obratlovců včetně savců, plazů a ptáků. Je zavěšen na dlouhém závěsu a tvoří kličky, které jsou relativně volně umístěné v břišní dutině mezi okolními orgány. Začíná jako pokračování dvanáctníku (duodenum) na levé straně břišní dutiny a končí v levé slabině, kde přechází v kyčelník. 
Jedná se o svalovou trubici pokrytou pobřišnicí a velmi pohyblivě upevněnou jejím tenkým zdvojením neboli mezentériem k zadní stěně břišní. Takový způsob upevnění umožňuje tenkému střevu peristaltické pohyby, jimiž se v něm promíchává trávenina (chymus) a posouvá dál. Prostřednictvím mezentéria je tenké střevo bohatě zásobováno krví a vedou jím též mízní cévy. V lačníku je mnoho poloměsíčitých Kerckringových řas, jež jsou vyšší než ve dvanáctníku a jsou rozčleněny slizničními klky (villi intestinales), které zvětšují absorpční povrch střeva. Tyto řasy směrem ke kyčelníku postupně ubývají. Stavba lačníku se od dvanáctníku příliš neliší, i zde probíhá trávení potravy a absorpce živin a některých iontů (např. železa).
Tenké střevo bývá obvykle 5 m dlouhé, přičemž asi dvě pětiny této délky, tedy cca 2,5 m, tvoří právě lačník. 
Lačník a kyčelník do sebe plynule přecházejí a hranice mezi nimi není přesná. U člověka je poměr délek lačníku a kyčelníku 2:3. Na rozdíl od kyčelníku jsou kličky lačníku v břišní dutině výš a víc vpravo, je širší, má víc kruhových záhybů a klků a má ve stěně jen ojedinělé lymfatické uzlíky na rozdíl od kyčelníku, který má mnohem víc. Mrtvoly mají obvykle lačník prázdný, zatímco v kyčelníku bývá víc střevního obsahu.